# Darmozjad
Darmozjad – pejoratywne określenie człowieka, który nie pracuje i żyje na koszt innej osoby.